# برج عباس‌خان
برج عباس خان یک روستا در ایران است که در دهستان مالمیر، بخش سربند شهرستان شازند واقع شده‌است. براساس سرشماری مرکز آمار ایران در سال ۱۳۹۵، برج عباس خان ۲۸ نفر جمعیت دارد.